# Nate Jones
Nathan Andrew Jones (Butler, 28 gennaio 1986) è un ex giocatore di baseball statunitense.

## Carriera

### Minor League (MiLB)
Jones frequentò la Pendleton County High School di Falmouth, capoluogo della contea. Dopo aver ottenuto il diploma si iscrisse alla Northern Kentucky University di Highland Heights, dove venne selezionato nel 5º turno del draft MLB 2007 dai Chicago White Sox, che lo assegnarono nella classe Rookie. Nel 2008 giocò principalmente nella classe A, con alcune apparizione nella classe Rookie e nella classe A-avanzata. Nel 2009 militò nella classe A-avanzata e in minor misura nella classe A. Nel 2010 scese in campo esclusivamente nella classe A-avanzata, e nel 2011 giocò per l'intera stagione nella Doppia-A.

### Major League (MLB)
Jones debuttò nella MLB il 8 aprile 2012, al Rangers Ballpark di Arlington contro gli Texas Rangers. Concluse la stagione con all'attivo 65 partite disputate nella massima serie.
Nel 2014, Jones saltò gran parte della stagione per infortuni riuscendo a partecipare solamente a due incontri, inoltre il 29 luglio dovette sottoporsi alla Tommy John surgery, terminando definitivamente la stagione. Tornò disponibile per la squadra il 5 agosto 2015 scendendo in campo in 19 partite.
Nel 2017 partecipò a sole 11 partite a causa di infortuni vari. Il 28 aprile 2019, Jones si infortunò alla spalla destra. Successivamente il 13 maggio si operò, terminando in anticipo la stagione.
Il 31 luglio 2019, i White Sox scambiarono Jones con i Texas Rangers per i giocatori di minor league Joe Jarneski e Ray Castro. Divenne free agent a fine stagione, senza aver partecipato ad alcun incontro nella major league.
Il 14 gennaio 2020, Jones firmò un contratto di minor league con i Cincinnati Reds. Venne svincolato dalla franchigia il 25 settembre.
Il 9 febbraio 2021, Jones firmò un contratto di minor league con gli Atlanta Braves con incluso un invito allo Spring Training. Venne designato per la riassegnazione il 7 maggio e svincolato dalla franchigia il 10 maggio. Disputò con i Braves 12 partite nella MLB.
Il 14 maggio 2021, Jones firmò un contratto di minor league con i Los Angeles Dodgers. Venne trasferito in prima squadra il 21 maggio, tuttavia dopo aver disputato otto partite, il 16 giugno, venne designato per la riassegnazione. Riassegnato alla squadra di Tripla-A il 19 giugno, Jones rifiutò la riassegnazione e divenne free agent.
Il 19 agosto 2021, Jones annunciò il ritiro dal baseball professionistico.

## Nazionale
Jones venne convocato dalla Nazionale di baseball degli Stati Uniti d'America per l'edizione 2017 del World Baseball Classic, ottenendo la medaglia d'oro dopo la vittoria della squadra al termine della competizione.

## Palmarès

### Nazionale
- World Baseball Classic:  Medaglia d'Oro

Team USA: 2017